# Lurngau

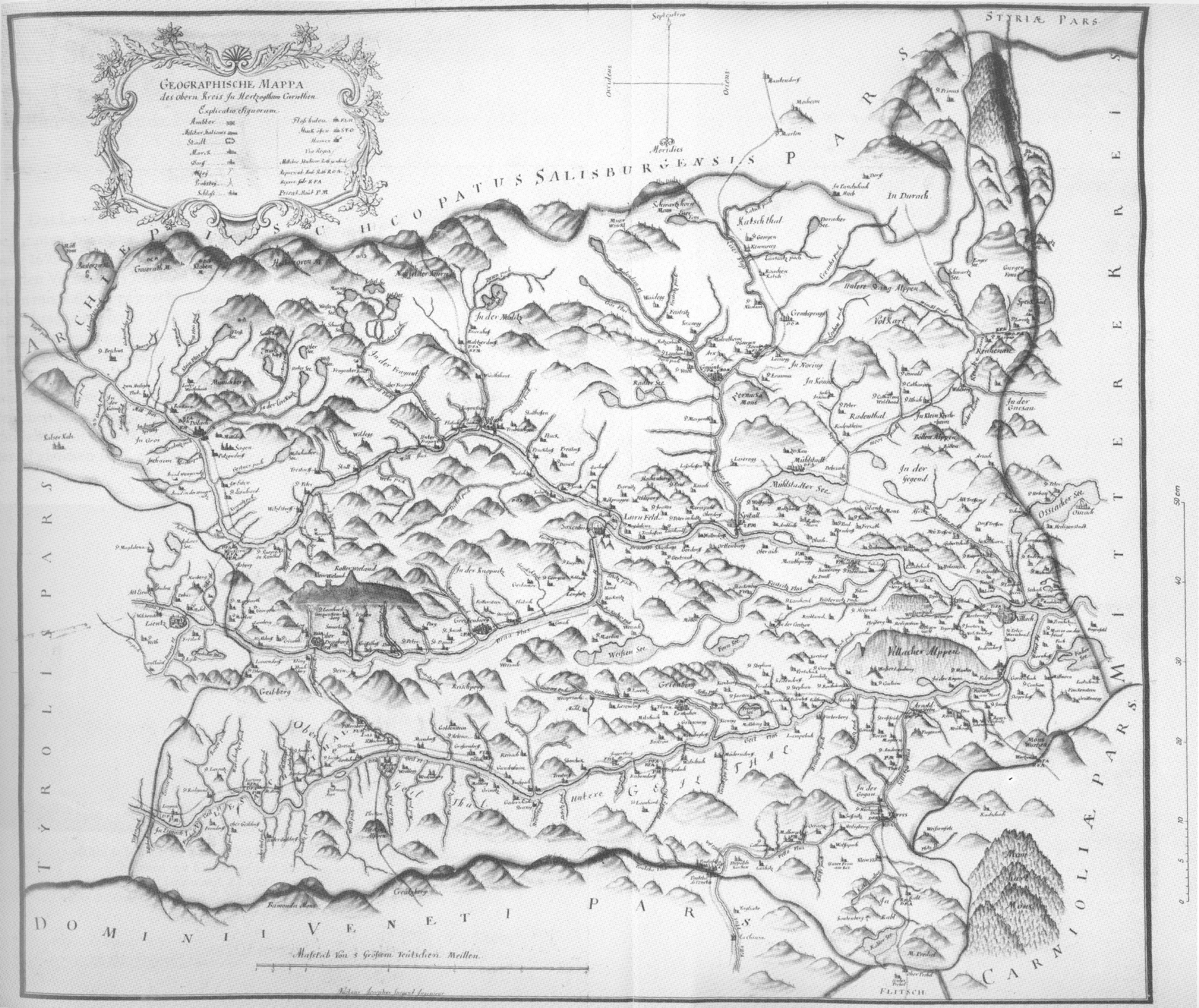
Surgant-Karte Oberkärnten um 1750

Der Lurngau (auch: Grafschaft Lurn) war eine mittelalterliche Grafschaft, der praktisch ganz Oberkärnten und Osttirol umfasste. Erstmals erwähnt wird die Grafschaft Lurn im Jahre 974 in einer Schenkung Ottos II. für das Bistum Freising.

## Geografische Lage
Sein Zentrum war das Lurnfeld, daran schlossen sich nordwestlich das Mölltal, westlich das obere Drautal bis kurz über die heutige Bezirkshauptstadt Lienz und anschließend das Tal der Isel mit den Seitentälern an. Drauabwärts reichte der Lurngau bis vor Villach; auch das Gailtal gehörte dazu.
Im Osten stieß der Lurngau an den Kroatengau und die Grafschaft Friesach. Westlich von Lienz grenzte der Lurngau an den Gau Pustertal (Grafschaft Pustrissa).
Der Kristeinbach an der Grenze zur Grafschaft Pustrissa wird in einer Urkunde als Grenze der Slawen bezeichnet: «ad terminos Sclauorum, id est ad rivolum montis Anarasi» („an den Bach am Berg von Anras“). Das weist den Lurngau als jahrhundertelanges slawisches Siedlungsgebiet aus.
Die Drau bildete die Grenze zweier Kirchenprovinzen: Nördlich der Drau war das Erzbistum Salzburg zuständig, südlich der Drau das Patriarchat Aquileia.
Die erstmals 1142 erwähnte Hohenburg bei Pusarnitz war im 12. und 13. Jahrhundert Sitz der Grafen von Lurn.

## Grafen im Lurngau
- Ottwin († 1019), ⚭ Wichburg (Lurngau)
- Engelbert IV. († 1040)[2]

### Grafen von Lurn (bis 1135)
- Udalschalk († 1115) aus der Familie der Ernste von Grögling-Hirschberg
  - Konrad († 1112), Graf im Lurngau, Vogt von Aquileia
  - Altmann von Lurngau († 1149), Bischof von Trient, Zweitbegründer von Stift Suben, vermacht 1142 die Hohenburg an Salzburg
  - Adalbero († 1135), Graf im Lurngau

Ab 1135, nach dem Tod des letzten weltlichen Regenten aus dem Hause Lurn, besaß das Erzbistum Salzburg die Orte Pusarnitz, Sachsenburg, Gmünd und Stall im Mölltal,
die späteren Görzer Meinhardiner begannen sich in der Gegend um Lienz in Richtung Friaul zu entwickeln, und von Spittal an der Drau abwärts konnte sich ab 1135 die Grafschaft Ortenburg verselbstständigen, deren Gebiet bis dahin auch zum Lurngau gehört hatte.